# ليو شيينغ
ليو شيينغ (مواليد 24 سبتمبر 1993) هي رامية رمح صينية، فازت بالميدالية الذهبية في أولمبياد 2020.